# Klange aus der Walachei

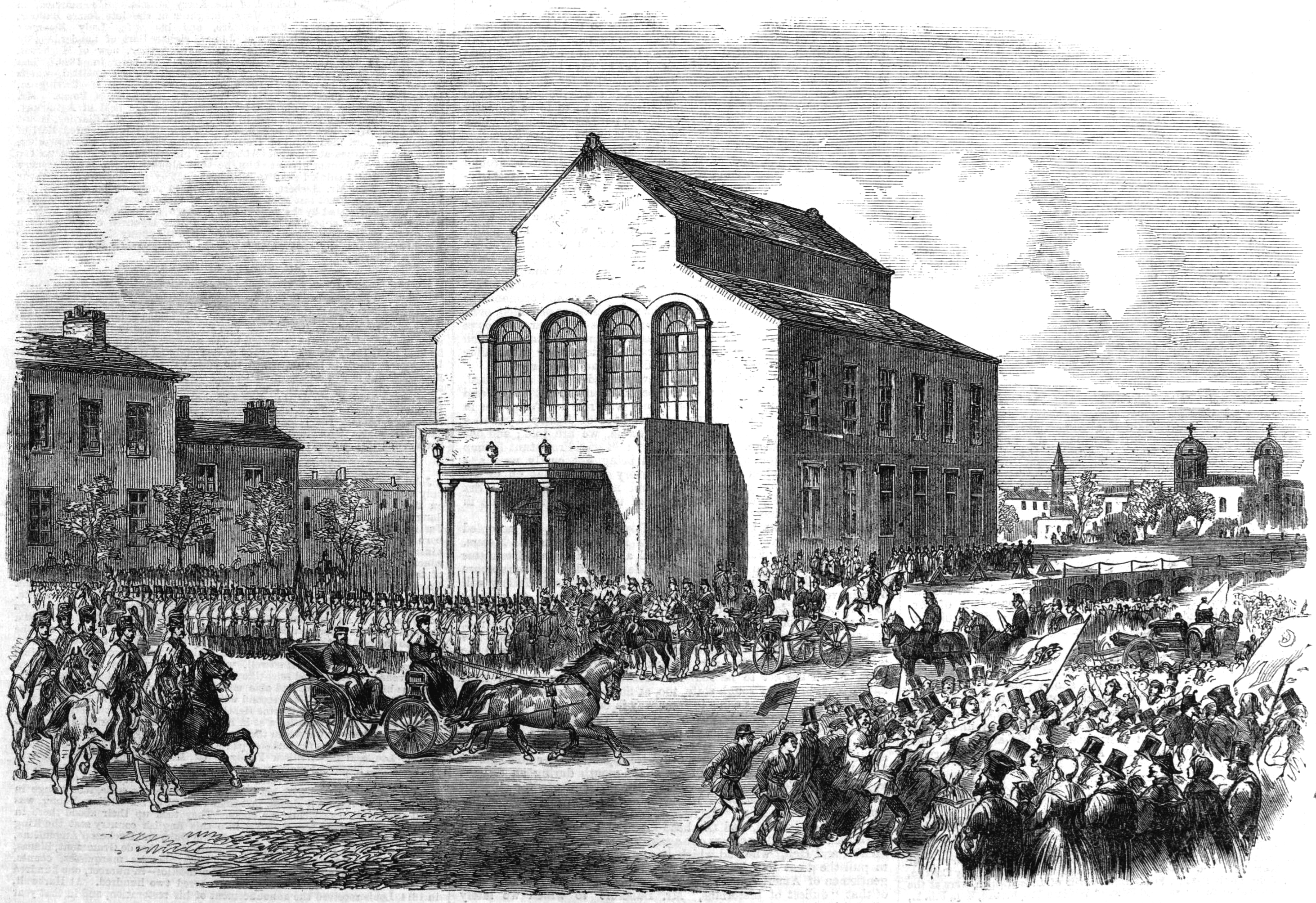
Bucarest nel 1848

Klänge aus der Walachei  (Echi dalla Valacchia), opus 50, è un valzer composto da Johann Strauss II. La composizione fu eseguita per la prima volta il 6 gennaio 1848 a Bucarest in Valacchia (ora Romania), come parte di un tour di sei mesi in Europa che Strauss stava conducendo con la sua orchestra. Strauss era stato influenzato dalla musica popolare dei paesi che aveva visitato, e questo si riflette nel suo valzer Klänge aus der Walachei.

## Refererenze
1. ↑   STRAUSS II, J.: Edition - Vol. 11 CD, su naxosdirect.ca, Naxosdirect. URL consultato il 22 ottobre 2008 (archiviato dall'url originale il 6 luglio 2011).